# Witold Fomienko
Witold Fomienko (ur. 1905, zm. 13 lutego 1961) – polski „Sprawiedliwy wśród Narodów Świata”.

## Życiorys
Witold Fomienko urodził się w Warszawie, grał na różnych instrumentach dętych. Wychowując się wśród żydowskich dzieci, Fomienko znał jidysz. W 1934 roku Fomienko wraz z rodziną przeniósł się do Łucka na Wołyń, gdzie wraz z ojcem wstąpił do orkiestry wojskowej. Kilka lat przed wybuchem wojny Fomienko otrzymał od lekarza nakaz zaprzestania gry i znalazł pracę w zakładzie fryzjerskim prowadzonym przez Nachuma Sofera, żydowskiego fryzjera i saksofonistę. W trakcie swojej pracy Fomienko ponownie zetknął się z Żydami i zainteresował się żydowskimi ruchami młodzieżowymi, zwłaszcza Betarem. W trakcie II wojny światowej, kiedy Niemcy zajęli Łuck, Fomienko poczuł się zmuszony pomóc swoim żydowskim przyjaciołom. Otworzył duży zakład fryzjerski i przyjął sześciu żydowskich pracowników. Kiedy w getcie internowano Żydów z Łucka, Fomienko przemycał dla nich do getta chleb, drewno na opał i lekarstwa, nie oczekując niczego w zamian. Fomienko zapłacił także duże pieniądze za wyrobienie oficjalnych ukraińskich dowodów osobistych dla żydowskich uchodźców, których przemycił na aryjską stronę miasta. Fomienko otrzymał także sfałszowane zezwolenia od znajomego, który pracował w gminie. Kiedy jednak Esther Milner, jedna z jego podopiecznych, została zidentyfikowana przez ukraińskiego nacjonalistę i przesłuchana, odkryto jej powiązania z Fomienką. Fomienko był torturowany przez gestapo i dopiero dzięki niemieckiemu oficerowi, który był jego klientem, został zwolniony. Wraz z likwidacją getta w Łucku 22 sierpnia 1942 r. Fomienko ukrył szereg Żydów, w tym Davida Pritala i jego siostrę, a dla innych – m.in. Poli Kroin i Mieczysława Radanka – organizował u znajomych Polaków kryjówki. Zabrał ze sobą do domu Raizela Grinszpuna, a Rachela Zafrana i Benziona Bernholza zaopatrzył w „aryjskie” dokumenty, umożliwiające im pracę w Niemczech pod przybraną tożsamością. Po wojnie Fomienko poślubił jedną ze swych podopiecznych, Eugenię Friedbojm i oboje wyemigrowali do Izraela.
12 grudnia 1967 r. Instytut Jad Waszem uhonorował Witolda Fomienko medalem „Sprawiedliwy wśród Narodów Świata”.